# Psychophobie
Sanisme

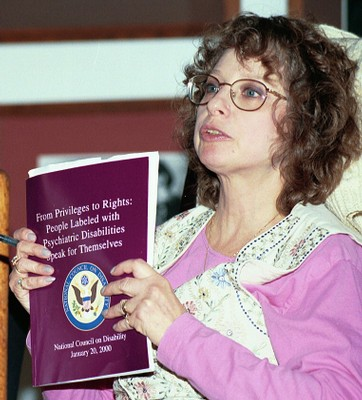
Le mot mentalism a été créé par Judi Chamberlin.

La psychophobie, ou le sanisme (en anglais mentalism ou sanism), est une forme de discrimination et d'oppression envers des personnes qui ont ou sont censées avoir un trouble psychique ou une autre condition mentale stigmatisée. Les victimes en sont les personnes catégorisées comme souffrant de troubles psychiques. C'est une forme de validisme. 
Cette discrimination s'exprime par l'utilisation de termes péjoratifs tels que les notions de « maladie mentale » ou de « déficience intellectuelle ». La discrimination est fondée sur de nombreux facteurs tels que les stéréotypes contre la neurodivergence (par exemple, l'autisme, le trouble des apprentissages, le TDAH, le trouble bipolaire, la schizophrénie, le trouble de la personnalité), les phénomènes comportementaux spécifiques (par exemple le bégaiement et les tics), ou un handicap mental.
Comme d'autres formes de discrimination telles que le sexisme et le racisme, la psychophobie implique des formes d'oppression intersectionnelles complexes, incluant les inégalités sociales et les déséquilibres de pouvoir. La psychophobie se manifeste ainsi dans de nombreux domaines : les personnes catégorisées comme souffrant de troubles psychiques peuvent subir des discriminations relatives à leur accès au travail et à leur niveau de rémunération au sein de celui-ci, leur accès au logement, à une vie sociale indépendante etc. 
Des approches intersectionnelles de la psychophobie ont été proposées. 
La psychophobie se rapporte à un ensemble de stigmatisations auxquelles les individus sont sujets, que ce soit de manière internalisée, publique ou individuelle, mais celle-ci ne se réduit pas à cet ensemble de stigmatisations : il y aurait, chez le public comme chez les professionnels de santé, des attitudes, croyances et pratiques psychophobes donnant naissance à toutes ces stigmatisations. 
La Convention relative aux droits des personnes handicapées a été citée comme capable de susciter des réformes sur les lois relatives aux troubles psychiques, au niveau international, à condition, selon Michael L. Perlin, avocat, que soit prise en compte, dans quelle mesure la psychophobie a influencé la législation et l'application des lois relatives aux troubles psychiques depuis des siècles.

## Terminologie
Le concept s'est d'abord fait connaître en langue anglaise, par utilisation interchangeable des mots sanism et mentalism. Le mot sanism est devenu prédominant chez les chercheurs et les activistes en santé mentale.
Le mot sanism a été créé par Morton Birnbaum durant son travail de défense des droits d'Edward Stephens, un patient en santé mentale, dans le cadre d'une affaire judiciaire américaine des années 1960. Birnbaum est un médecin, avocat et activiste en santé mentale qui a travaillé à l'établissement de droits constitutionnels pour les patients en santé mentale victimes d'hospitalisation sans consentement. Depuis sa première remarque sur le terme en 1980, le professeur Michael L. Perlin, de New York, a par la suite continué à l'utiliser.
En 1975, Judi Chamberlin a inventé le terme de  mentalism dans le chapitre d'un livre de Women Look at Psychiatry. Le terme s'est fait connaître quand elle l'a utilisé, en 1978, dans son livre On Our Own: Patient Controlled Alternatives to the Mental Health System, qui est devenu le texte référence du mouvement des survivants de la psychiatrie aux États-Unis,,,,.
La création et l'utilisation d'un nouveau terme en « isme » a suscité des interrogations, car pouvant être perçue comme source de discorde, datée, ou comme une forme inacceptable de politiquement correct. 
En français, le terme de « psychophobie » est davantage utilisé que les mots « sanisme » ou « mentalisme ».
À ne pas confondre avec Le psychophobe, tableau clinique élaboré par Jean-Luc Donnet décrivant une phobie d'être en contact avec son propre fonctionnement psychique.
L'ancien directeur de MindFreedom International, une organisation de survivants de la psychiatrie, David Oaks, affirme que pendant des décennies, il a exploré les profondeurs de la psychophobie (ou sanisme) et n'a pas encore trouvé de fin, et suggère que c'est peut-être l'«isme» le plus pernicieux parce que les gens ont tendance à se définir par leur rationalité et leurs sentiments de référence.

## Définition du concept
Le mouvement du sanism est conçu comme un acte de résistance parmi les personnes qui s'identifient comme « folles », comme survivantes de l'institutionnalisation psychiatrique, et comme activistes en santé mentale,,. Des attestations de ce terme en langue anglaise figurent dans des publications relevant de la sociologie,,.
Les personnes concernées par la psychophobie reconnaissent une tendance générale dans la façon dont elles sont traitées, un ensemble d'hypothèses partagées au sujet des (ex-)patients en santé mentale, indépendamment de la question de savoir si elles s'appliquent à toute personne ou seulement à un moment donné. Ces préjugés portent sur l'incompétence, l'incapacité à faire des choses pour eux-mêmes, le besoin constant de surveillance et d'assistance, l'imprévisibilité, la susceptibilité d'être violent ou irrationnel, etc. Le grand public exprimant généralement ce type d'idées, les ex-patients développent souvent une forme intériorisée d'oppression. Le corpus de littérature montre que cette discrimination est largement répandue dans de nombreux domaines de la vie courante, dont l'emploi, les droits parentaux, le logement, l'immigration, l'assurance, les soins de santé et l'accès à la justice.
Selon Coni Kalinowski (psychiatre à l'université du Nevada à Las Vegas et directeur des Mojave Community Services) et Pat Risser (consultant en santé mentale qui se décrit lui-même comme ancien récipiendaire de services psychiatriques), dans sa forme extrême, la psychophobie mène à une catégorisation sociale des personnes, entre un groupe autonomisé et supposé normal, en bonne santé, fiable et compétent, et un groupe sans pouvoir, considéré comme malade, handicapé, fou, imprévisible et violent. Cette catégorisation peut justifier des traitements inégalitaires appliqués au second groupe par comparaison au premier, avec peu de qualité de vie, et pour lesquels il est pourtant attendu qu'ils expriment de la gratitude. Des discriminations subséquentes incluent des catégorisation entre « haut niveau » et « bas niveau » de fonctionnement ; bien que cela entraîne une modification de la répartition des ressources dans les deux cas, les comportements exprimés sont décrits dans tous les cas en des termes pathologiques. La discrimination peut être considérée comme si fondamentale et non-susceptible de remise en question que cela empêche de réellement empathiser (malgré un éventuel sentiment de le faire) ou bien de prendre en compte le point de vue de l'autre avec respect. Certaines conditions mentales peuvent altérer la conscience et la compréhension d'une certaine manière à certains moments, mais les hypothèses d'autrui en matière de santé mentale peuvent conduire à croire à tort qu'ils comprennent nécessairement la situation et les besoins de la personne mieux qu'elle-même.
Le terme a été employé également par Ronald Laing, et utilisé afin de décrire diverses types de stigmatisations. Les personnes victimes de psychophobie se persuadent elles-mêmes que leur « moi véritable » mérite d'être enfermé et ne doit pas avoir accès à l'expression, et se voient elles-mêmes comme intrinsèquement égoïstes, obsédées sexuelles, menteuses, manipulatrices et violentes. Il en attribue la responsabilité à la médicalisation de la psychopathologie ainsi qu'à l'Association américaine de psychiatrie.

## Discrimination institutionnelle
Certaines pratiques offensives et iatrogènes peuvent être intégrées dans les procédures cliniques, dans la mesure où les groupes professionnels les considèrent comme normales, ce qui a été décrit comme une forme de discrimination institutionnelle.

### Étiquetage institutionnel
Il peut prendre la forme d'un isolement physique, y compris des installations ou des logements séparés, ou de normes de qualité inférieures. Les groupes de professionnels de la santé mentale peuvent être entraînés dans des systèmes aux impératifs bureaucratiques, financiers et de contrôle social, ce qui entraîne une aliénation de leur déontologie d'origine, ainsi que l'adoption d'attitudes cyniques qui peuvent imprégner toute l'organisation. Toutefois, tout comme les employés peuvent être licenciés pour des commentaires désobligeants de nature ethnique ou sexuelle, il est soutenu que le personnel qui communique et agit sur la base de stéréotypes, d'attitudes et de croyances négatives concernant les personnes étiquetées comme souffrant de troubles mentaux devrait être retiré des organisations publiques et privées qui s'occupent de soins et de services de santé mentale.

### Pronostics des comportements etdumbing-downdes terminologies médicales
Un vocabulaire spécifique est employé pour qualifier le comportement de la personne recevant un soin en psychiatrie. Ses moments de crise sont qualifiés de décompensations, ce qui induit un état dans lequel la personne se conduirait de manière dangereuse pour elle-même et les autres, sans conscience aucune de ses actes, qui sont perçus comme par définition irrationnels, pathologiques et inutiles.
Les diagnostics s'accompagnent en général de prognostics (combinaison des termes pronostic et diagnostic) qui figent la personne dans un destin déterminé par le psychiatre ou l'équipe soignante, tels que « vous prendrez des médicaments à vie » ou « vous serez handicapé tout votre vie ». De telles déclarations détruisent la confiance en soi de la personne et sa confiance dans ses propres capacités à entrer en relation avec le monde social et l'univers scolaire ou professionnel. Ces prognostics conduisent dans certains cas à requalifier un comportement prenant sa source dans la personnalité du patient, et considéré par celui-ci comme faisant partie de la normalité ou tendant vers celle-ci, en comportement symptomatique d'une maladie mentale. Ainsi, une personne se livrant à l'auto-agression (voir auto-mutilation) en se cognant volontairement la tête sur un mur est considérée en état psychotique et personne ne pense qu'il soit possible d'entrer en communication avec elle. Cela entraîne un risque de rechercher à supprimer l'expression de comportements considérés comme pathologiques et éventuellement d'isoler ou de maintenir la personne afin que de tels comportements disparaissent aux regards (voir traitement forcé, isolement en psychiatrie et contention).
Lorsque des médicaments sont prescrits, le plus important pour l'équipe soignante agissant selon des préjugés psychophobes est la coopération du patient, et non pas l'inconfort physique, le handicap neurologique ou cognitif suscité par le traitement. Ainsi, tous ces indices qui devraient signaler que le traitement n'est pas efficace sont requalifiés en effets secondaires alors qu'il s'agit avant tout d'effets indésirables. Le personnel soignant cultive ainsi l'apparence de traitements efficaces, appropriés et scientifiquement validés. L'emploi des termes traitement et thérapie sont aussi abusifs, en particulier lorsque le traitement s'apparente à une torture physique et mentale, et lorsque la thérapie s'applique à un ensemble de pratiques visant à inculquer aux patients une discipline : il est possible d'avoir des thérapies consistant à faire de la poterie, à coudre, à écouter de la musique, à pratiquer une activité sportive ou à faire la vaisselle, sans compter les thérapies comportementales, au cours desquelles toute manifestation d'un état de stabilité et de diminution des effets visibles attribués à un comportement pathologique sera considérée comme l'indice de l'amélioration de l'état du patient ainsi que de sa coopération.

### Conséquence des approches psychophobes dans le monde social et le monde médical
L'effet d'une relation permanente entre la médecine et le travail social aurait entraîné une réticence à apprendre ou à adopter des termes tels que consommateur, survivant ou fou, un refus d'inclure des professionnels atteints de troubles psychiques, un mépris en ce qui concerne le plaidoyer et une idée de responsabilité vis-à-vis de l'éducation publique. 

### Difficulté d'accès à la prise en charge de troubles physiques
Dans une interview de 2006, de Judi Chamberlin publiée sur Madness Radio, le chroniqueur Will Hall fait référence à un patient soumis à des prises forcées d'antipsychotiques qui aurait contracté le diabète.
Le manque de suivi de routine, en particulier au sujet de la dyskinésie tardive, risque associé à la prise de neuroleptiques sur le long terme, a été considéré comme une forme de psychophobie. Étant donné que les recherches suggèrent que les patients mieux informés sont plus réceptifs aux soins, et la simplicité des tests de détection à disposition, il a été suggéré que la dyskinésie tardive serait conçue par certains professionnels comme un « risque acceptable » pour les personnes souffrant de handicaps psychiatriques. La comparaison a été faite avec des mauvais traitements médicaux fondés sur le racisme, tels que l'étude de Tuskegee sur la syphilis.

### Dans le système juridique
Susan Fraser, une avocate canadienne spécialisée dans la défense des personnes vulnérables, affirme que la psychophobie est basée sur la peur de l'inconnu, renforcée par des stéréotypes qui déshumanisent les individus. Selon elle, cela fait que le système juridique ne défend pas correctement les droits des patients à refuser des médicaments potentiellement dangereux, à enquêter sur les décès dans les hôpitaux psychiatriques et autres institutions au même titre que les autres, et à ne pas écouter et respecter correctement la voix des usagers-survivants en santé mentale.

### Dans l'éducation
Des problèmes similaires ont été identifiés par Perlin dans la manière dont les enfants sont traités en ce qui concerne les troubles de l'apprentissage, y compris dans l'éducation spécialisée. 
Le fait d'attribuer à l'enfant un trouble de l'apprentissage, ou une déficience intellectuelle, crée, en lui-même, un handicap supplémentaire, car il constitue un étiquetage qui réduit les aspirations et la personnalité de l'enfant, y compris pour ses parents et ses professeurs. L'enfant aura lui-même tendance à se dévaluer et à renoncer à s'intéresser à des disciplines nouvelles, et davantage de chances de se considérer comme déviant. Ce processus est comparé à une forme d'ostracisme.

## Approches alternatives
Le docteur Andrew Phelps, activiste et créateur du mouvement Responsabilité (en anglais Accountability), considère que les traumatismes causés dans une approche saniste et discriminatoire constituent la raison principale du handicap accru en santé mentale. Pour lui, les étiquettes péjoratives augmentent l'idée d'impuissance, la planification unilatérale des traitements empêche les relations de confiance, et les prognostics psychiatriques fondés sur la psychophobie éliminent l'idée d'espoir de guérison. Ces pratiques enclenchent un processus de re-traumatisation chronique. 
La relation d'une personne impliquée dans une démarche de soin en santé mentale avec un ou plusieurs cliniciens est perçue comme pouvant être fondée sur une discrimination de type psychophobe, ou au contraire sur le partage du pouvoir. Dans ce contexte, il ressortit au clinicien lui-même de définir un rapport respectueux et de cultiver la possibilité pour le patient de s'investir dans cette relation fondée sur une communication sur des bases équitables. La personne qui reçoit les soins ne doit pas être perçue, de façon unilatérale, comme ayant des difficultés avec la communication interpersonnelle. Ce type de relation est basé sur l'autonomisation de la personne demandeuse de soins et le remplacement du statut du travailleur en santé mentale, de prescripteur de traitements, à consultant médical. Le clinicien peut proposer des solutions de traitement, des informations générales sur la santé, l'accès à des ressources communautaires, tout en reconnaissant qu'il ne peut pas prendre des décisions à la place de la personne soignée. 
Dans un rapport fondé sur le partage du pouvoir, les dilemmes et les doutes de la personne soignante peuvent être partagées avec la personne autonomisée, et peut recevoir aussi bien des réticences de sa part que du soutien dans l'exercice de sa tâche. La personne impliquée peut aussi se montrer proactive dans la prévention des crises, ce qui conduit celle-ci à faciliter la mise en place de solutions de prise en charge rapide. Elle est aussi responsabilisée dans la description des effets secondaires des médicaments reçus afin de rechercher une meilleure solution. De ce fait, le clinicien est délivré des allégations les plus courantes de mauvais traitement en santé mentale. 

## Lutte contre la psychophobie

### En France
Le terme « psychophobie » est apparu avec la création de la page Facebook du collectif "SOS Psychophobie" en avril 2014. 
Il sera repris au fil du temps, notamment sous la plume des milieux associatifs à la suite d'une édition du 5 septembre 2017 du quotidien La Provence, intitulée Barjots, Schizo et les autres – Comment la société les gère ? Il est question d'amalgames réalisés entre radicalisation terroriste et maladies mentales. 
L'utilisation de l'image de la camisole ainsi que le lien fait entre violence meurtrière et schizophrénie ont été dénoncés par plusieurs associations.
En juillet 2017, une épreuve de l'émission de télévision française Fort Boyard, intitulée l'Asile et existant depuis 2001, est dénoncée pour psychophobie, le CSA ayant reçu 160 signalements.
Voir également le livre Un monde de fous. Comment notre société maltraite ses malades mentaux, de Patrick Coupechoux édition Le Seuil, qui retrace l'histoire de la psychiatrie en France de ces derniers siècles jusqu'à nos jours.

## Fréquence
D'après les personnes investies dans le mouvement des usagers-consommateurs en santé mentale à l'international, « il y a beaucoup de psychophobie » et « les organismes de personnes handicapées 'n'obtiennent' pas toujours la santé mentale et ne veulent pas être considérés comme mentalement déficients ». Inversement, ceux qui viennent du milieu de la santé mentale peuvent ne pas considérer ces conditions comme des handicaps de la même manière